# L.A. Povjerljivo (1997.)
L.A. Povjerljivo (eng. L.A. Confidential) je američki film iz 1997. godine temeljen na istoimenom romanu Jamesa Ellroyja, ujedno i trećoj knjizi iz njegovog poznatog književnog L.A. Kvarteta. Radnja knjige i filma vrti se oko policajaca Los Angelesa 50-tih godina prošlog stoljeća, kao i policijske korupcije i slave u Hollywoodu. Film je režirao Curtis Hanson koji je, skupa s Brianom Helgelandom, adaptirao knjigu u scenarij.
U vrijeme izlaska filma, australski glumci Guy Pearce i Russell Crowe bili su relativno nepoznati u Sjevernoj Americi, a jedan od filmskih financijera, Peter Dennett, izrazio je zabrinutost zbog nedostatka glumačkih zvijezda u glavnim ulogama. Međutim, podupirao je Hansonovu odluku o dodjeljivanju uloga, što je redatelja ohrabrilo da kasnije pristupi Kevinu Spaceyju, Kim Basinger i Dannyju DeVitu.
L.A. Povjerljivo doživio je hvalospjeve filmske kritike. Na popularnoj web stranici Rotten Tomatoes film ima 99% pozitivnih kritika (84 od sveukupno 85), a prosječna ocjena mu iznosi 8.6 od 10. Na web stranici Metacritic film ima 90% pozitivnih kritika. Sam film bio je nominiran u čak devet kategorija za prestižnu nagradu Oscar od kojih je osvojio dvije: za najbolju sporednu glumicu (Kim Basinger) i za najbolji adaptirani scenarij (Hanson i Helgeland).

## Produkcija

### Razvoj
Curtis Hanson pročitao je desetke knjiga autora Jamesa Ellroyja prije L.A. Povjerljivo, a ono što ga je privuklo tom djelu su bili likovi, a ne zaplet. Rekao je: "Razlog zbog kojih sam toliko zavolio te likove, jednog za drugim, je bio taj što su mi na početku bili antipatični - ali kako sam nastavljao s čitanjem, počeo sam mariti za njih." Ellroyjev roman je Hansona također nagnao i na razmišljanje o Los Angelesu i pružio mu priliku da "stavi film u vrijeme kad je cijeli taj san o L.A.-u, temeljen na onom zlatnom dobu iz 20-tih i 30-tih godina prošlog stoljeća, bio teroriziran." Scenarist Brian Helgeland potpisao je Ugovor s produkcijom kućom Warner Bros. da napiše film o Vikinzima kojeg je trebao režirati Uli Edel, a nakon toga je radio na neproduciranoj modernoj priči o Kralju Arthuru. Helgeland je također bio dugogodišnji obožavatelj Ellroyjevih romana. Kada je čuo da je upravo Warner Bros. otkupio prava na ekranizaciju L.A. Povjerljivo 1990. godine, odmah je lobirao za adaptaciju knjige u scenarij. Međutim, u to vrijeme, studio se obraćao samo poznatim scenaristima. Kad je napokon ugovorio sastanak, isti je otkazan dva dana prije nego što se trebao dogoditi.
Helgeland je otkrio da je Hanson unajmljen za režiju filma i sastao se s njim u vrijeme dok je ovaj snimao Divlju rijeku. Zajedno su otkrili da ne samo da dijele jednaku strast za Ellroyjevim pričama, već i identičnu viziju o adaptaciji knjige na film. Prema Helgelandovim riječima morali su "izbaciti svaku scenu iz knjige koja nije sadržavala tri glavna policajca i graditi priču od ostatka scena". Hanson je želio "izazvati publiku, ali ne na način da se izgube u priči". Dvije godine skupa su radili na adaptaciji scenarija uz Hansonovo konstantno odbijanje drugih projekata i Helgelandovo pisanje sedam različitih verzija scenarija potpuno besplatno. Obojica su također zatražila i Ellroyjevo odobrenje za svoj pristup adaptaciji. Autor je pogledao Hansonove filmove The Bedroom Window i Loš utjecaj i smatrao ga "kompetentnim i zanimljivim filmašem", ali i dalje nije bio uvjeren da će njegova knjiga postati film sve dok nije razgovarao sa samim redateljem. Kasnije je izjavio: "Zadržali su osnovnu ideju knjige i njezine glavne teme... Brian i Curtis uhvatili su se u koštac s djelom koje ima osam različitih priča, smanjili su ga na tri, a u isto vrijeme zadržali dramatičnu snagu trojice likova i njihovih sudbina".
Izvršni direktor Warnera, Bill Gerber, pokazao je scenarij Michaelu Nathansonu, predsjedniku Uprave New Regency Productions koji je imao ugovor sa studijom. Nathansonu se scenarij svidio, ali su zajedno morali dobiti odobrenje vlasnika New Regencyja, Arnona Milchana. Hanson je pripremio prezentaciju koja se sastojala od 15 staromodnih razglednica i fotografija Los Angelesa i postavio ih kao postere te sve skupa odnio Milchanu. Slike su se sastojale od voćnjaka naranči, plaža, kuća u dolini San Fernando te holivudske autoceste koje su sve zajedno simbolizirale jednu veliku sliku uspjeha koji su mogli prodati publici.
Nakon toga, Hanson je pokazao i tamnu stranu Ellroyjevog romana uz fotografije skandala i famoznu sliku Roberta Mitchuma kada izlazi iz zatvora nakon što je uhićen za posjedovanje marihuane. Također je imao i fotografije jazz glazbenika tog vremena: Zoota Simsa, Gerryja Mulligana i Cheta Bakera koji su predstavljali glazbu koju su ljudi slušali u to vrijeme. Hanson je naglasio da će detalji perioda u kojem se radnja filma odvija biti u pozadini, a da će glavna točka biti sami likovi. Milchan je bio impresioniran prezentacijom i odlučio je financirati film.

### Dodjela uloga
Hanson je gledao Russella Crowea u filmu Divlji korak i rekao da je "odbojan i zastrašujuć, ali i zanosan". Glumac je pročitao Ellroyjev roman Crna Dalija, ali ne i L.A. Povjerljivo. Nakon što je pročitao scenarij, Crowea je privukao lik Buda Whitea zbog "morala do kojeg dolazi vlastitim uvjerenjem." Crowe je također i fizički odgovarao liku Buda. Na audiciji je Hanson snimio Crowea u nekoliko scena iz scenarija i pokazao snimku producentima koji su se složili da je upravo on stvoren za Buda. Guy Pearce pojavio se na audiciji uz mnogobrojne druge glumce, a Hanson je izjavio da je upravo on "ono što sam cijelo vrijeme imao na umu kad sam razmišljao o Edu Exleyju". Redatelj glumca namjerno nije gledao u filmu Priscilla, kraljica pustinje, jer se bojao da će to naškoditi njegovoj konačnoj odluci. Kao što je to napravio i s Croweom, Hanson je snimio Peraceovu audiciju i pokazao snimku producentima koji su se još jednom složili da je on pravi odabir za lik Exleyja. Pearceu se lik Exleyja nije sviđao kada je prvi put čitao scenarij: "Prebrzo sam ga osudio i nisam ga baš volio... Ali kasnije mi se svidio zbog načina na koji je iskren o samome sebi. Znao sam da ću ga kad-tad zavoljeti i razumjeti".
Milchan je bio protiv toga da se zaposle "dvojica Australaca" u djelu o američkoj povijesti (Perace je u jednom od kasnijih intervjua izjavio da, iako su i on i Crowe odrasli u Australiji, on je zapravo Englez, a Crowe je Novozelanđanin). Uz to što dijele podrijetlo, i Crowe i Pearce su bili relativno nepoznati u Sjevernoj Americi i Milchan se pribojavao nedostatka pravih glumačkih zvijezda u glavnim ulogama.
Međutim, Milchan je odobravao Hansonove odluke o dodjeljivanju uloga, a upravo je to dalo redatelju uvjerenje da pristupi Kim Basinger, Dannyju DeVitu i Kevinu Spaceyju. Hanson je dodijelio uloge Croweu i Pearceu zato što je htio "replicirati svoja vlastita iskustva iz knjige. Iz početka vam se niti jedan od tih likova ne sviđa, ali što ih više upoznajete tim više počnete za njih mariti. Nisam htio da publika vidi glavne glumce i odmah ih zavoli".
Hanson je osjećao da je lik Jacka Vincennesa "zvijezda među policajcima" i razmišljao o Spaceyju upravo zbog njegove "zvjezdane karizme". Redatelj je bio uvjeren da će glumac "moći odglumiti lika iza furnira, čovjeka koji je također izgubio vlastitu dušu", a kad mu je dao scenarij rekao mu je da razmišlja o Deanu Martinu dok je bio u liku. Hanson je odabrao Basinger zato što je osjećao da je "upravo ona taj lik. Koja druga ljepotica današnjeg vremena može portretirati taj poznati holivudski glamur iz zlatnog doba?"

### Pretprodukcija
Kako bi samim glumcima, ali i ostatku filmske ekipe približio Los Angeles 50-tih godina prošlog stoljeća, Hanson je održao "mali filmski festival", prikazujući jedan film tjedno: The Bad and the Beautiful zbog svog utjelovljenja glamuroznog Hollywooda; In a Lonely Place zbog prikaza ružne strane holivudskog glamura; Don Siegelov The Lineup and Private Hell 36 "zbog suhonjavog, ali efikasnog stila"; i Kiss Me Deadly zbog prikaza "totalno futurističkih 50-tih: atomskog doba". Hanson i glavni snimatelj Dante Spinotti složili su se da film bude snimljen u widescreenu pa su gledali dva filma iz tog razdoblja snimljena u Cinemascopeu: The Tarnished Angels redatelja Douglasa Sirka i Neki su dotrčali, redatelja Vincentea Minnellija.
Prije nego što je snimanje započelo, Hanson je doveo Crowea i Pearcea u Los Angeles na dva mjeseca kako bi ih naviknuo na grad i vremensko razdoblje u kojem se radnja događa. Također im je unajmio instruktore za dijalekt, pokazivao im staromodne obuke za policajce i upoznavao ih s pravim policajcima. Pearce je otkrio da su razgovori s modernim policajcima gubljenje vremena, jer se mnogo promijenilo u načinu obavljanja posla od 50-tih do danas, a također mu se nije sviđao policajac s kojim je izlazio na teren budući je bio rasist. Glumac je zato otkrio da je gledanje policijskih filmova iz tog vremena prava stvar "zbog toga što je u njima vidljiva prava ukočenost i drvenost tih ljudi" koje je smatrao da ima i Exley. Crowe je proučavao Sterlinga Haydena u filmu Uzaludna pljačka redatelja Stanleyja Kubricka "zbog te muškosti koja je proizašla iz Drugog svjetskog rata". Šest tjedana Crowe, Pearce, Hanson i Helgeland održavali su probe koje su se sastojale od njihovog razglabanja svake scene u scenariju. Kako su drugi glumci dobivali uloge, pridruživali su im se u tome.

### Kamera
Hanson nije htio da film bude vježba nostalgije za minulim vremenom pa je Spinottiju objasnio da snimi moderan film i da upotrebljava prirodno svjetlo za razliku od toga kako su se snimali uobičajeni filmovi film noir žanra. Rekao je Spinottiju i glavnom scenografu Jeannine Oppewall da veliku pažnju pridodaju vremenu radnje, ali da ga "kompletno stave u pozadinu".

### Glazba
Glazbu za film napisao je Jerry Goldsmith koji je za istu nominiran za prestižnu filmsku nagradu Oscar u kategoriji najbolje originalne glazbe. Izgubio je nagradu od Jamesa Hornera (Titanic).

## Razna priznanja
Film je prvi put prikazan na filmskom festivalu u Cannesu 1997. godine. Prema Hansonovim riječima, studio Warner Bros. nije htio prikazati film na Cannesu, zato što su smatrali da je festival "anti-studijski... Pa zašto uopće otići i biti gubitnik?" Međutim, Hanson je želio imati debi svog filma na visokom, međunarodnom nivou kao što je Cannes. On i drugi producenti zaobišli su studio i poslali kopiju filma direktno festivalskom odboru za filmove kojem se L.A. Povjerljivo jako svidio. Nakon što je pogledao film, Ellroy je izjavio: "Nakon četrdesetak minuta gledanja shvatio sam da je film umjetničko djelo. Bilo je nevjerojatno gledati fizičke inkarnacije likova".

### Box-Office rezultat
Film L.A. Povjerljivo krenuo je u službenu kino distribuciju 19. rujna 1997. godine u 769 kina, a u prvom vikendu prikazivanja utržio je 5.2 milijuna dolara. 3. listopada kino distribucija se proširila na 1625 kino dvorana. Sveukupno je u Sjevernoj Americi zaradio 64.6 milijuna dolara, a u ostatku svijeta dodatnih 61.6 milijuna dolara čime njegova ukupna svjetska Box-office zarada danas iznosi 126.2 milijuna dolara.

### Kritike
Kritičari su pisali same hvalospjeve o filmu, a na popularnoj web stranici Rotten Tomatoes film ima rijetko viđenih 99% pozitivnih kritika (84 od sveukupno 85). Kritičar Roger Ebert dao je filmu četiri zvjezdice i opisao ga kao "zavodljiv i prekrasan, ciničan i prevratan i jedan od najboljih filmova godine". Kasnije ga je stavio na svoju listu "Najvećih filmova" i opisao ga: "To je film noir, ali i više od toga: neobično za film kriminalističkog žanra, on se bavi psihologijom svojih likova... Sadržava sve elemente policijske akcije, ali u oštrijem, više ekonomskom stilu; akcija tu ne postoji samo da bi postojala, nego da doprinese karakterizaciji likova". U svojoj kritici za New York Times, kritičarka Janet Maslin je napisala: "Gospodin Spacey nam prezentira najbolje od sebe, malaksavog i nonšalantnog, puno više nekonvencionalnog nego što bi to ijedna druga glumačka zvijezda napravila. A dvojica Australskih glumaca, čvrsti gospodin Pearce i vatreni gospodin Crowe su prava otkrića". Desson Howe je u svojoj kritici za Washington Post također hvalio glumačku postavu: "Pearce glumi savršenog čednog policajca koji se razvija u sve čvršćeg i iznurenijeg muškarca. Novozelanđanin Crowe ima jedinstvenu i seksi čvrstinu; zamislite Mickeyja Rourkea bez svog poznatog stava. Iako u sporednoj ulozi, Basinger odiše pravom čistoćom dok je Spacey uobičajeno ugodan za gledanje".
U svojoj kritici za Globe and Mail, Liam Lacey je napisao: "Najveća zvijezda filma je sam Los Angeles. Baš kao i u filmu Kineska četvrt Romana Polanskog, i ovdje su atmosfera i detalji u scenografiji bogati i savršeno se uklapaju narativnu formu". USA Today dala je filmu tri i pol od četiri zvjezdice, hvaleći ponajviše scenarij: "Čini se da su scenaristi Hanson i Brian Helgeland napravili čudo zadržavši tri različite priče i sklopivši ih u jednu cjelinu. Ellroyjev roman ima četiri priče viška i puno više likova... A scenaristi su sve sveli na tri priče i izvukli se." U svojoj kritici za Newsweek, David Ansen je napisao: "Film od gledatelja traži da se podigne na novi nivo - zbilja morate pratiti što se događa na ekranu kako se ne bi izgubili u priči. A nagrada za vaš trud je mračna i prljava zabava". Richard Schickel za Time je napisao: "Igra je to sjena i polusjena, najbolji crno-bijeli noirovski izgled kojeg je netko ikad uspio zahvatiti u boji. Ali nije to samo vježba stila. Izgled filma sugerira koliko duboko tradicija policijske korupcije zapravo ide".
Kritičar Andrew Sarris u svojoj kritici za New York Observer je napisao: "Gospodin Crowe do savršenstva dovodi lik izmučenog Buda Whitea koji nije toliko skraćen iz knjige kao što su likovi Spaceyja ili Pearcea... A Crowe me na trenutke podsjetio na slavnog Jamesa Cagneyja i njegove fantastične uloge Charlesa Vidora u filmu Love Me or Leave Me." Kenneth Turan je za Los Angeles Times napisao: "Jedina slaba točka koju L.A. Povjerljivo ima je njegovo oslanjanje na nasilje koje uključuje krvave sukobe i intenzivno fizičko prebijanje koji filmu daju opipljiv dodir opasnosti. Ako se to izbriše, ostaje nam kompletna filmska kontrola nad materijalom". U svojoj kritici za The Independent, Ryan Gilbey je napisao: "Zapravo to je vrlo dobar i inteligentan film u kojem se pazilo na najsitnije detalje koje uključuju i radnju i razradu likova za koje ste vjerojatno smatrali da su do danas u američkom filmu potpuno izumrli". Richard Williams za The Guardian je napisao: "L.A. Povjerljivo film je u kojem je sve odlično odrađeno. Svjetlo, arhitektura, govor, glazba... Prekrasna šala s Lanom Turner. A iznad svega toga je priča o oštećenim osobama koje dolaze u grad kako bi započeli nove živote, a ubrzo se nađu zavedeni u taj sladak parfem korupcije".

### Nagrade
Film L.A. Povjerljivo nominiran je u devet kategorija za prestižnu nagradu Oscar, a osvojio je dvije: Kim Basinger za najbolju sporednu glumicu i Curtis Hanson i Brian Helgeland za najbolji adaptirani scenarij. Film je još bio nominiran u kategorijama za najbolji film, režiju, scenografiju, kameru, montažu, originalnu glazbu i zvuk. Basinger je skupa s glumicom Gloriom Stuart iz Titanica podijelila nagradu za najbolju sporednu glumicu na četvrtom Screen Actors Guild Awards.
Magazin Time proglasio je L.A. Povjerljivo najboljim filmom 1997. godine. Nacionalno udruženje filmskih kritičara također ga je proglasilo najboljim, a Curtis Hanson proglašen je najboljim redateljem. Udruženje filmskih kritičara New York Timesa proglasilo je film najboljim za 1997. godinu, Hansona najboljim redateljem, a njega i Helgelanda najboljim scenaristima. Udruženje filmskih kritičara Los Angelesa i National Board of Review također su proglasili L.A. Povjerljivo najboljim filmom 1997. godine. Rezultat svega je da je to tek treći film u povijesti kojeg su četiri najveća udruženja filmskih kritičara jednoglasno proglasili najboljim za proteklu godinu.
L.A. Povjerljivo je također proglađen najboljim filmom u posljednjih 25 godina čija se radnja događa u Los Angelesu, a sve od strane scenarista i montažera Los Angelesa koji su objasnili: "Da bi dospio na listu, film je morao ispričati neku nerazdvojivu priču o Los Angelesu, a na listi je dopušten samo jedan film po redatelju". 2009. godine udruženje filmskih kritičara iz Londona proglasilo je L.A. Povjerljivo jednim od najboljih filmova u posljednjih 30 godina.

## Film na DVD-u i Blu-rayu
U Hrvatskoj je film izdan na DVD-u i Blu-rayu. DVD izdanje, osim filma, sadrži dva priloga o snimanju filma, interaktivnu mapu Los Angelesa, soundtrack, kino najavu i tri televizijska spota.
Blu-ray izdanje filma sadrži posebne dodatke kao i DVD, a uz njih tu su još četiri dodatna priloga o snimanju filma, pilot epizoda istoimene televizijske serije s Kieferom Sutherlandom te audio komentare kritičara/povjesničara Andrewa Arrisa, Jamesa Ellroyja, Russella Crowea, Kevina Spaceyja, Guya Pearcea, Jamesa Cromwella, Ruth Myers, Davida Strathairna, Kim Basinger, Briana Helgelanda, Jeannine Oppewall, Dantea Spinottija i Dannyja DeVita.

## Vanjske poveznice
- L.A. Povjerljivo na rottentomatoes.com
- Lokacije snimanja  Arhivirana inačica izvorne stranice od 30. siječnja 2012. (Wayback Machine)